# ایندنون
ایندنون یک کتون چند حلقه‌ای با فرمول شیمیایی C۹H۶O است. این ترکیب از یک حلقه بنزن جوش‌خورده با یک حلقه سیکلوپنتنون تشکیل شده است. ایندنون‌ها می توانند به عنوان ماده واسطه در سنتز مولکول های پیچیده تر استفاده شوند.

## همچنین ببینید
- ایندن
- ایزوایندنون